# Milan Aleksić
Milan Aleksić (cirílico serbio: Милан Алексић; nacido el 13 de mayo de 1986) es un jugador de waterpolo serbio que juega para Club Natació Atlètic Barceloneta en Barcelona (ESP) y la Selección Nacional de Serbia. Fue campeón olímpico en 2016 y medallista de bronce en 2012. También obtuvo el título mundial en 2009 y 2015 y el título europeo en 2012, 2014 y 2016. Sus logros más notables en una competición de clubes son la Euroliga LEN y la Supercopa LEN, que ganó en 2011 con Partizan Raiffeisen.

## Palmarés internacional
| Juegos Olímpicos   | Juegos Olímpicos | Juegos Olímpicos  | Juegos Olímpicos |
| Año                | Lugar            | Medalla           |                  |
| ------------------ | ---------------- | ----------------- | ---------------- |
| 2012               | Londres          | Medalla de bronce |                  |
| 2016               | Río de Janeiro   | Medalla de oro    |                  |
| 2020               | Tokio            | Medalla de oro    |                  |
| Campeonato Mundial |                  |                   |                  |
| Año                | Lugar            | Medalla           |                  |
| 2009               | Roma             | Medalla de oro    |                  |
| 2011               | Shanghái         | Medalla de plata  |                  |
| 2015               | Kazán            | Medalla de oro    |                  |
| 2017               | Budapest         | Medalla de bronce |                  |
| Campeonato Europeo |                  |                   |                  |
| Año                | Lugar            | Medalla           |                  |
| 2010               | Zagreb           | Medalla de bronce |                  |
| 2012               | Eindhoven        | Medalla de oro    |                  |
| 2014               | Budapest         | Medalla de oro    |                  |
| 2016               | Belgrado         | Medalla de oro    |                  |
| 2018               | Barcelona        | Medalla de oro    |                  |

## Carrera en club

### Partizan Raiffeisen
El 22 de octubre de 2011, Aleksić marcó un gol en la primera ronda del Grupo Euroleague, en una derrota 8-9 ante Szeged Beton VE. El 9 de noviembre, Aleksić anotó su segundo gol del torneo en la segunda ronda del Grupo Euroliga en el empate 10-10 ante TEVA-Vasas-UNIQA. El 26 de noviembre, anotó su tercer gol del torneo en una victoria en la tercera ronda de la Euroliga, 9-6 sobre ZF Eger en Belgrado. Aleksić marcó dos goles el 14 de diciembre en la cuarta ronda de la Euroliga, en la derrota de 12–8 segundos ante ZF Eger. El 8 de febrero, Milan Aleksić anotó dos goles para el Partizan en la quinta ronda del Grupo Euroliga en el que su equipo ganó sin muchos problemas 9–5 contra TEVA-Vasas-UNIQA. El 26 de febrero, Aleksić anotó su último gol en la ronda final del Grupo Euroleague, en el que su equipo perdió por 9–8 ante Szeged Beton VE y abandonó la competición. El 1 de marzo anotó un gol contra VK Vojvodina en una victoria por 10–9 en la cuarta ronda de la "Liga A".

## Carrera nacional
Aleksić anotó su primer gol en el Campeonato de Europa el 17 de enero de 2012 contra Alemania en el segundo juego de Serbia que los serbios ganaron por 13-12. El 19 de enero de 2012, en su tercer partido del torneo, Aleksić anotó su segundo gol en una difícil victoria 15-12 contra el campeón europeo defensor, Croacia.
100º partido para el equipo nacional de Serbia
El 23 de enero, Aleksić jugó su partido número 100 para su equipo nacional en la última ronda del grupo A anotando un gol, en el que Serbia perdió ante Montenegro con 11–7.
El 27 de enero, Aleksić marcó dos goles en una semifinal en la que venció 12 a 8 a Italia. Milan Aleksić ganó el Campeonato de Europa 2012 con Serbia el 29 de enero. Marcó un gol en la final contra Montenegro que su equipo nacional ganó por 9–8. Esta fue su primera medalla de oro en los Campeonatos de Europa.
En los Juegos Olímpicos de verano de 2012, Aleksić formó parte del equipo serbio que ganó la medalla de bronce.

## Honores

### Club
VK Partizan
- Campeonato Nacional de Serbia: 2006–07, 2007–08, 2008–09, 2009–10, 2010–11
- Copa Nacional de Serbia: 2006–07, 2007–08, 2008–09, 2009–10, 2010–11, 2011–12
- Euroliga LEN : 2010-11
- LEN Supercopa : 2011
- Liga Eurointer : 2010, 2011